# Forward secrecy
In crittografia, il forward secrecy (in italiano: "segretezza in avanti"), conosciuto anche come perfect forward secrecy o PFS,  è una proprietà dei protocolli di negoziazione delle chiavi che assicura che se una chiave di cifratura a lungo termine viene compromessa, le chiavi di sessione generate a partire da essa rimangono riservate.
Se la chiave usata per cifrare i dati non viene usata per generare altre chiavi, e a loro volta le chiavi a lungo termine da cui è stata generata non sono usate per derivare altre chiavi di sessione, la compromissione di una sola chiave di sessione permetterà l'accesso solo ai dati protetti da tale chiave.
Tipicamente quando viene stabilita una comunicazione protetta tra un client e un server, quest'ultimo genera una chiave di sessione (provvisoria) per cifrare i dati trasmessi partendo dalla propria chiave privata (a lungo termine). Nel caso in cui questa chiave privata venisse compromessa, ovvero perdesse la sua segretezza, sarebbe possibile derivare tutte le chiavi di sessioni generate a partire da essa e quindi decifrare le comunicazioni protette effettuate dal server. I protocolli dotati di forward secrecy proteggono da questa eventualità, utilizzando invece altre chiavi a lungo termine per generare le chiavi di sessione.
Il concetto di forward secrecy fu introdotto da Whitfield Diffie, Paul van Oorschot, e Michael James Wiener per descrivere una proprietà del protocollo Station-to-Station (STS), nel quale i segreti a lungo termine sono le chiavi private.

## Protocolli
- Forward secrecy è una caratteristica opzionale di IPsec (RFC 2412)
- SSH
- Off-the-Record Messaging

## Uso
Dalla fine del 2011, Google ha fornito forward secrecy con TLS in maniera predefinita agli utenti del suo servizio di posta elettronica Gmail, insieme a Google Docs e la ricerca criptata tra i suoi servizi.
Alla fine del 2013 anche Twitter ha introdotto questo servizio per i suoi utenti e Microsoft ha dichiarato che lo implementerà.
Il 46,7% dei siti che abilitano TLS supportano qualche suite di cifratura che fornisce forward secrecy.
Nel novembre 2014 la popolare app di messaggistica istantanea WhatsApp (codice sorgente chiuso e proprietario) ha dichiarato di aver introdotto nell'ultima release la crittografia delle chat end-to-end limitatamente alla versione Android escludendo le chat multiple e le chat contenenti messaggi multimediali. 
Dal 2014 Facebook fornisce all'indirizzo https://web.archive.org/web/20170702004005/https://www.facebookcorewwwi.onion/ un accesso tramite rete Tor, con HTTPS protetto da Forward Secrecy e HSTS.